# ساعت غواصی

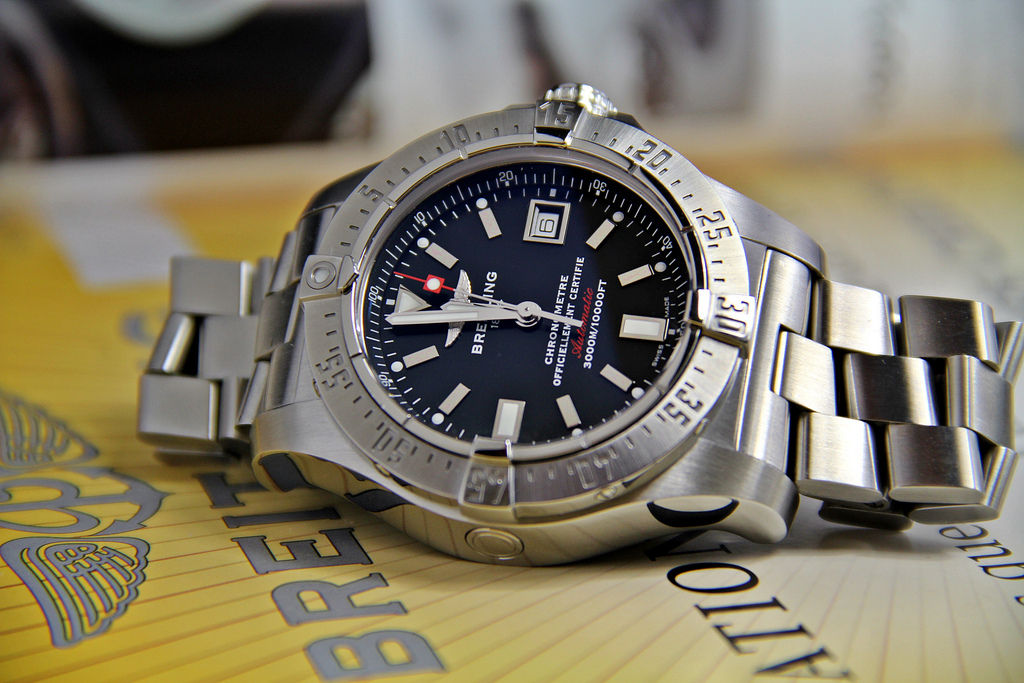
ساعت بریتلینگ اونجر سی‌ولف در برابر آبی با عمق ۳٬۰۰۰ متر (۱۰٬۰۰۰ فوت) مقاومت دارد.

ساعت غواصی (انگلیسی: Diving watch) یا ساعت شیرجه یا ساعت ضدآب یک ساعت مچی طراحی شده برای غواصی زیر آب است، که حداقل مقاومتی در برابر فشار آب ۱٫۰ مگاپاسکال (۱۰ اتمسفر)، معادل آبی به عمق ۱۰۰ متر (۳۳۰ فوت) را داشته باشد.